# فایرویو پارک (اوهایو)
فایرویو پارک(به انگلیسی: Fairview Park) شهری در ایالت اوهایو کشور ایالات متحده آمریکا است که جمعیت آن در سرشماری سال ۲۰۱۰ میلادی، ۱۶٬۸۲۶ نفر بوده‌است.